# Partido Progresista (Estados Unidos, 1948)
El Partido Progresista de los Estados Unidos existió en 1948 como un partido político izquierdista fundado para sostener la candidatura de Henry A. Wallace, vicepresidente de los Estados Unidos entre 1941 y 1945, a la presidencia en las elecciones de 1948. El partido defendía el fin de la segregación racial en todo el país establecimiento de un sistema nacional de seguro de salud, una expansión del sistema de bienestar y la nacionalización de la industria energética. El partido también buscaba la conciliación con la Unión Soviética durante las primeras etapas de la Guerra Fría.
Wallace había ejercido como vicepresidente durante la tercera administración de Franklin D. Roosevelt, pero se le privó de la reelección por el Partido Demócrata en 1944, ante el evidente declive de salud de Roosevelt y la subsecuente posibilidad de que Wallace, un político abiertamente izquierdista que chocaba con los sectores más conservadores de su partido, llegara a la presidencia si él moría. Tras el final de la Segunda Guerra Mundial, Wallace surgió como un destacado crítico de las políticas de la Guerra Fría del presidente Harry S. Truman. Los partidarios de Wallace celebraron la Convención Nacional Progresista de 1948, que nominó una boleta compuesta por Wallace y el senador demócrata Glen H. Taylor de Idaho. Formó una coalición con el Partido Laboral Estadounidense, que hasta entonces había apoyado a los candidatos demócratas.
A pesar de los desafíos representados por Wallace, el candidato republicano Thomas E. Dewey y Strom Thurmond de los segregacionistas Dixiecrats, Truman ganó la reelección en las elecciones de 1948. Wallace ganó el 2,37% de los votos, un apoyo muy inferior al recibido por Theodore Roosevelt y Robert M. La Follette, los candidatos presidenciales de los boletos del Partido Progresista de 1912 y 1924, respectivamente. Ninguno de esos partidos anteriores estaba directamente relacionado con el partido de Wallace, aunque estos partidos sí trasladaron grupos ideológicos e influyeron en muchos miembros del Partido Progresista de 1948.
Después de las elecciones, Wallace se retractó de sus puntos de vista en materia de política exterior y se alejó de sus antiguos partidarios. El partido nominó al abogado Vincent Hallinan en las elecciones presidenciales de 1952, y Hallinan logró solo el 0,2% del voto popular nacional. El partido comenzó a disolverse en 1955 a medida que los opositores del anticomunismo se volvieron cada vez más impopulares, y se disolvió por completo a fines de la década de 1960, con la excepción de algunas pocas seccionales estatales. El Partido Progresista de Henry Wallace fue, y sigue siendo, controvertido debido a la influencia comunista en sus postulados. El partido sirvió como refugio seguro para los comunistas, los compañeros de viaje y los liberales contra la guerra durante el Segundo Terror Rojo. Entre los principales partidarios del Partido Progresista se encontraban el representante de los Estados Unidos, Vito Marcantonio, y el escritor Norman Maile.